# Chamigny
Chamigny ist eine französische Gemeinde mit 1.431 Einwohnern (Stand: 1. Januar 2022) im Département Seine-et-Marne in der Region Île-de-France. Sie gehört zum Arrondissement Meaux und ist Teil des Kantons La Ferté-sous-Jouarre.
Die Einwohner werden Chamignot(te)s genannt.

## Geographie
Chamigny liegt etwa 20 Kilometer ostnordöstlich von Meaux und etwa 58 Kilometer nordöstlich von Paris an der Marne, die die Gemeinde im Osten begrenzt.

### Nachbargemeinden
Umgeben ist Chamigny von den Gemeinden Cocherel im Norden und Nordwesten, Dhuisy im Norden, Sainte-Aulde im Nordosten, Luzancy im Osten, Reuil-en-Brie im Süden und Südosten, La Ferté-sous-Jouarre im Süden, Ussy-sur-Marne im Südwesten, Jaignes im Westen sowie Tancrou im Westen und Nordwesten.

## Bevölkerungsentwicklung
| Jahr      | 1962 | 1968 | 1975 | 1982 | 1990 | 1999 | 2006 | 2017 |
| Einwohner | 436  | 496  | 769  | 1118 | 1237 | 1145 | 1253 | 1356 |

## Sehenswürdigkeiten
- Kirche Saint-Étienne, 1130 errichtet, Monument historique

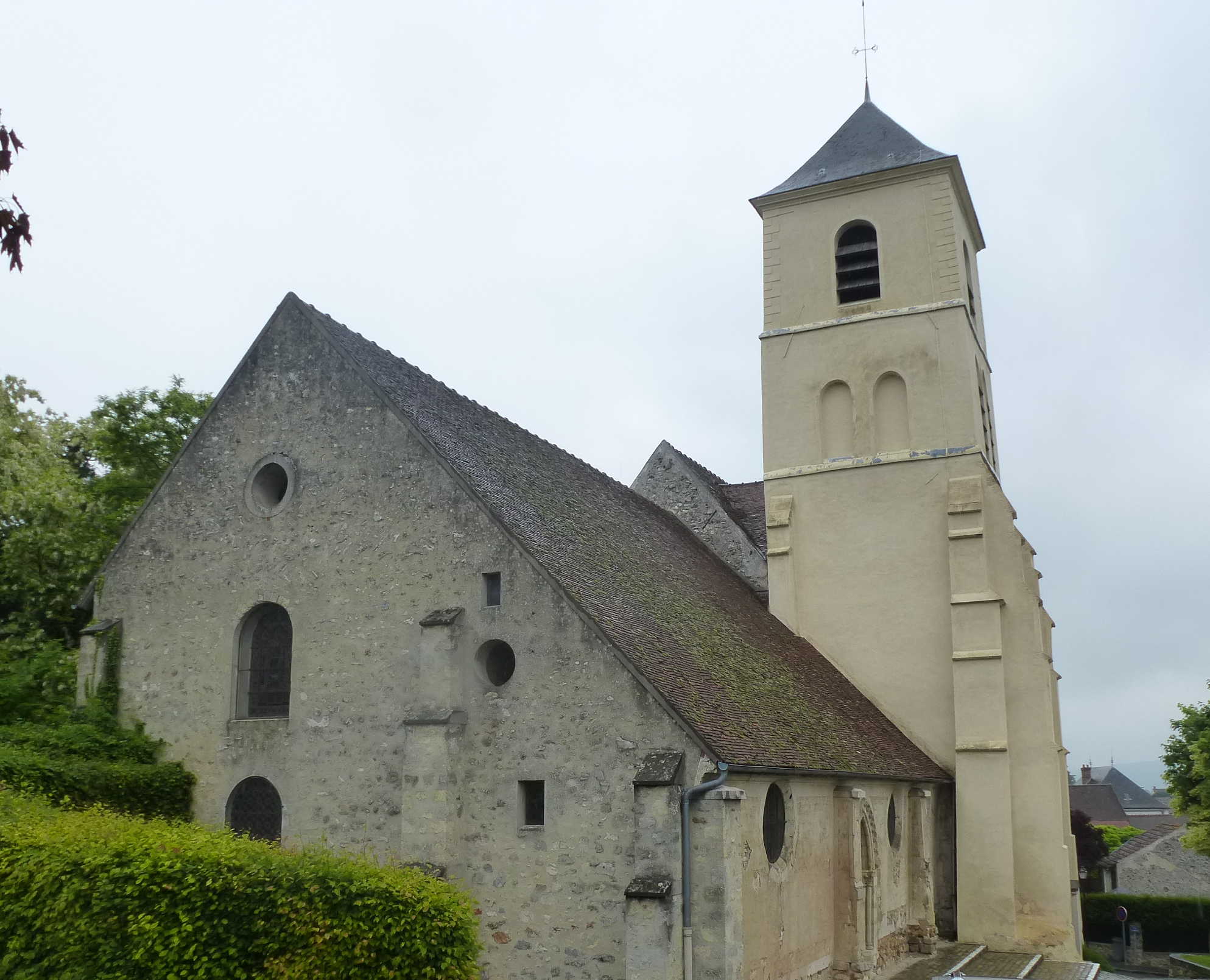
Kirche Saint-Étienne

## Persönlichkeiten
- Fernand Sabatté (1874–1940), Maler